# Línea D30 (Córdoba)
Línea D30, Comenzó a funcionar desde el jueves 2 de mayo. Fue un pedido realizado por el Foro Productivo Zona Norte para que los trabajadores pudieran movilizarse.
AVENIDA. Japón es una de las arterias más transitadas por motociclistas y ciclistas que concurren a trabajar.
Desde el jueves 2 de mayo, el transporte urbano de pasajeros sumará una nueva línea, la que estará bajo la órbita de la empresa Ersa y realizará un corredor barrial, principalmente, con paradas en la avenida Japón. Alcanzará a los barrios Remedios de Escalada y Los Boulevares.
Se trata de un nuevo recorrido que llevará el nombre D30 y que forma parte de un pedido especialmente realizado por los integrantes del Foro Productivo Zona Norte, con el fin de atender las solicitudes de los trabajadores de las fábricas e industrias de la zona que tenían pocas alternativas para movilizarse.
La línea recorrerá algunas calles de Los Bulevares, la avenida La Voz del Interior e ingresará por Japón para dar respuesta a este sector.

## Recorrido
De barrio Parque Liceo Tercera Sección hasta barrio Santa Isabel 1.ª Sección.
 Servicio diurno.
IDA: De Gutiérrez y Storni – por esta – Roberto Payró – Newbery – Felipe Beltrame – Carola Lorenzini – Mackay Gordon – M. De Mujica – Fragueiro – Gral. Bustos – R. Sáenz Peña – Puente Centenario – Gral. Paz – Vélez Sarsfield – Richardson- Venezuela – Medina Allende – M. López – Cruz Roja Argentina – Friuli – Naciones Unidas – A. M. Bas – Finochietto – Corro – San Antonio – Parga – Río Hondo – Villavicencio – Armada Argentina – Calle Cottolengo hasta rotonda Renault.
VUELTA: De Rotonda Renault – Cottolengo – Armada Argentina – Villavicencio – Tartagal – La Padula – San Antonio – cruce FFCC – Corro – Naciones Unidas – Friuli – Cruz Roja Argentina – M. López – M. Allende – Venezuela – Richardson – Belgrano – Tucumán – H. Primo – Jujuy – Pte. Antártida – Lavalleja – J. Luis de Cabrera – Urquiza – Baigorri – Lavalleja – Unquillo – Fragueiro – M. De Mujica –  Mackay Gordon – Anasagasti – Luisoni -  Newbery -  De Marchi – Anasagasti -  Storni – hasta Gutiérrez.

## Transbordo o combinación diferencial
El transbordo o combinación para las líneas diferenciales sólo se aplicará entre líneas diferenciales.
Al pasajero se le descontará la mitad del valor del pasaje diferencial al pasar la tarjeta por la segunda validadora. Esto si el transbordo se realiza dentro del plazo de una hora desde el pago del primer viaje y el pago del segundo.